# A700公路
A700公路是愛丁堡市中心一條短但相當重要邊緣路帶，位於A8公路和A7公路之間。

## 路線
這條道路開始於A8交叉站的西端路口，向南，然後向東，包括洛錫安路（Lothian Road）、伯爵街（Earl Grey Street）、布勞姆街（Brougham Street）、布勞姆廣場（Brougham Place）、梅爾維爾道（Melville Drive）、薩默霍爾廣場（Summerhall Place）和西普雷斯頓街（West Preston Street）。這條道路止於一個十字路口，與A7公路和A701公路交叉。

## 歷史
梅爾維爾大道（Melville Drive）的北側是建於18世紀的大型公園麥道斯（The Meadows）。大道兩端上面頂著一對獅子和獨角獸造型的石柱，1881年這對石柱在東端建造這條公路雕刻完成，由印刷商尼爾森兄弟（Nelson Brothers）資助；在兩端石柱西側的道路是在1886年左右由詹姆斯·高恩斯爵士（James Gowans）建造完成的。